# بورزاوار
بورزاوار (به مجاری:  Borzavár) یک شهرداری در مجارستان است که در ناحیه زیرتس واقع شده‌است. بورزاوار ۱۳ کیلومتر مربع مساحت و ۷۴۳ نفر جمعیت دارد.